# Sibylle Pasche
Sibylle Pasche (* 24. August 1976 in Luzern) ist eine Schweizer Künstlerin und Bildhauerin.

## Leben
Pasche lebt und arbeitet in Meilen/Zürich und in Carrara/Italien. Nach Beendigung des Liceo Artistico in Zürich studierte sie von 1996 bis 2000 an der Accademia di Belle Arti in Carrara und schloss mit der Diplomarbeit Frauen – Bildhauerinnen, die Bildhauerin in der Kunstgeschichte ab. Von 1999 bis 2002 lehrte sie am Liceo Artistico in Zürich. Seit 2003 ist sie Mitglied von visarte. Von 2007 bis 2010 lebte und arbeitete sie in New York und Miami (U.S. Artist Visa).

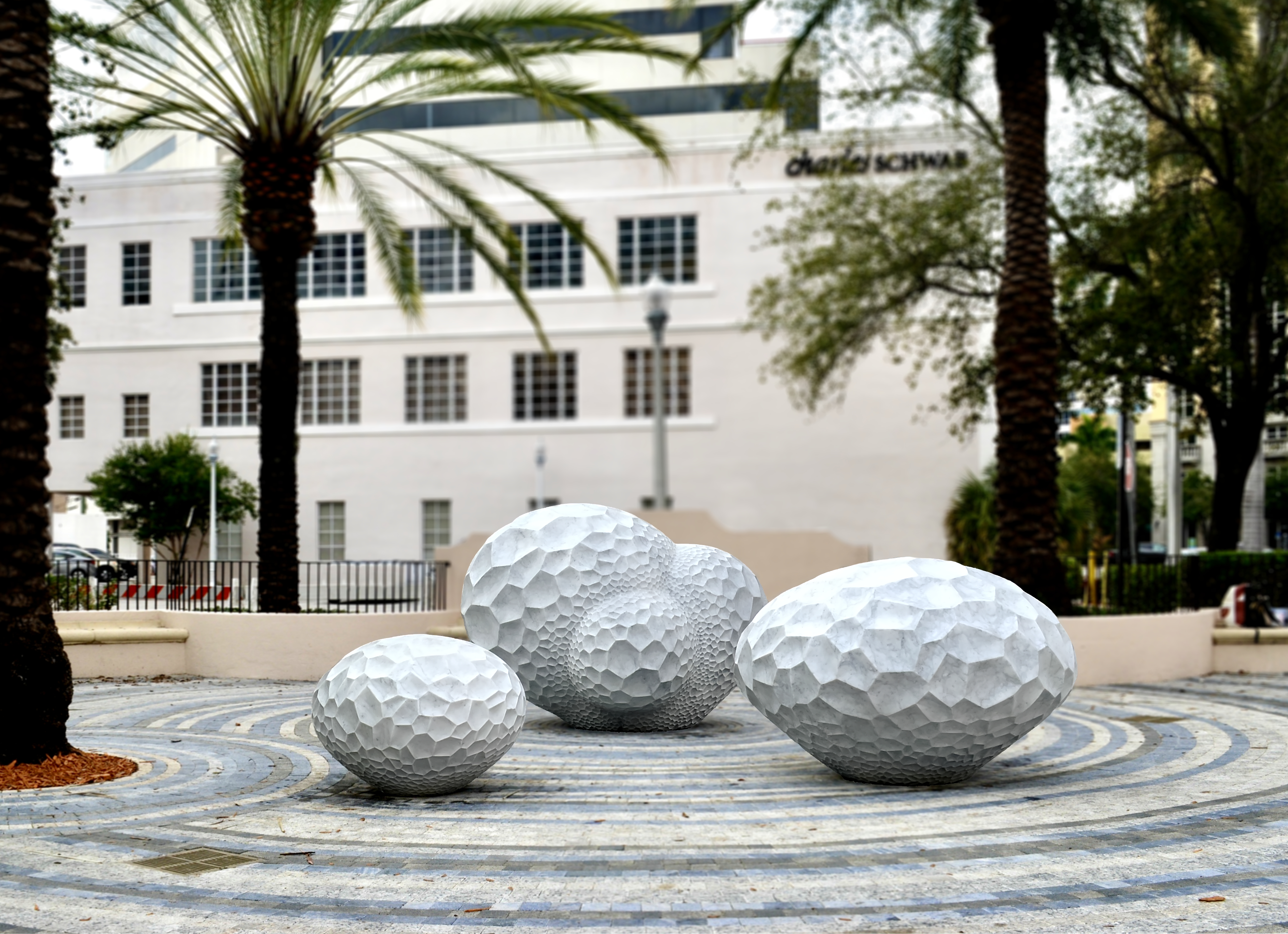
Coral Forest, Marmor Bianco Carrara, 160 × 225 × 195 cm, 120 × 185 × 170 cm, 80 × 120 × 105 cm, 2017/18

## Werk

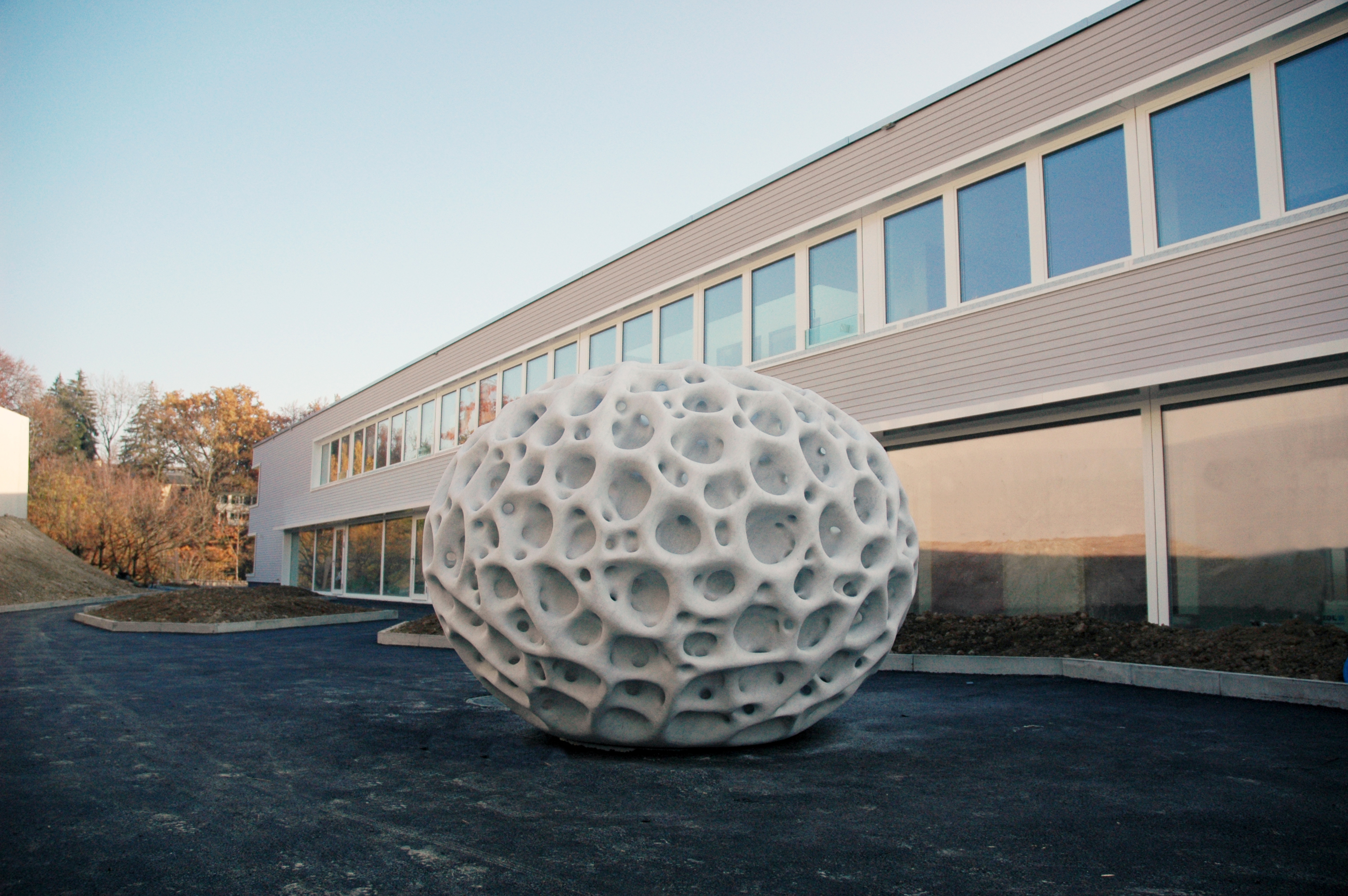
Spuren der Zeit – Zeitspuren, Meilen/Zürich, 2011

Pasche ist bekannt für ihre grossformatigen Steinskulpturen im Aussenraum. Sie arbeitet hauptsächlich mit Stein (Carrara-Marmor, Travertin, Belgischer Marmor) und holt in der Beobachtung der Natur und deren Veränderungsprozessen ihre Inspiration für eine ganz persönliche, vielfältige organische Formenwelt. Immer wieder tauchen bekannte natürliche Strukturen auf, welche in Bezug auf eigene Regeln von Rhythmus und Proportion perfektioniert und weiterentwickelt werden. Pasches tonnenschwere Objekte erinnern an gestrandete Findlinge, welche durch ihre Beständigkeit und Unvergänglichkeit ein Zeichen gegen die Schnelllebigkeit der heutigen Zeit setzen. Ästhetik geht ihr vor Provokation. Mit der heute eher untypischen Materialwahl und dem innovativen Umgang mit Tradition arbeitet sie entgegen dem Zeitgeist.
Die Bearbeitung des Innenlebens durch teilweise äußerst filigrane Netzstrukturen, Öffnungen und Vertiefungen beschäftigt Pasche bereits seit den Anfängen und findet seine ausgeprägteste Form im 2010/11 realisierten Kunst-am-Bau-Projekt Spuren der Zeit – Zeitspuren.
Pasches dreidimensionale Arbeit wird durch zahlreiche Zeichnungen und Bilder ergänzt, wobei die in Stein erarbeitete Formensprache um eine poetisch spielerische Dimension erweitert wird. 2008/09 entsteht in New York der Zyklus Cells & Stars und 2010 der Engadin-Zyklus Stars & Snow.

## Ausstellungen (Auswahl)
- 2024: Zwiegespräch mit Bäumen, Kulturforum Berneck (CH)
- 2023: Zürcher Kammerorchester ZKO-Galerie, Zürich (ZH)
- 2022: 9. Beijing International Art Biennale, National Art Museum of China, Peking, China
- 2021: Intimate Landscape, Küsnacht und Erlenbach, Go-Green-Art & Barbora Gerny
- 2021/18/15: 7./6. Schweizerische Triennale der Skulptur, Bad Ragaz (CH) und Vaduz (FL)
- 2016: Open End. Cimetière des Rois, Genf (CH)
- 2020/16: On form. Sculpture Biennal, Asthall Manor, Oxfordshire (UK)
- 2015: Imago Mundi. Luciano Benetton Collection, Fondazione Cini, Venedig (IT)
- 2014: Insel Mainau, BEGE Galerien, Ulm (DE)
- 2013: Espace d‘une Sculpture, Nyon (VD), visarte.vaud
- 2012: Mana Contemporary, Jersey City (US)
- 2012: 5. Schweizerische Triennale der Skulptur, Bad Ragaz (CH) und Vaduz (FL)
- 2010: Cass Sculpture Foundation, Goodwood, West Sussex (GB)
- 2010: Draw. Museo de la Ciudad de Mexico, Mexiko-Stadt
- 2010: Yorkshire Sculpture Park, Wakefield, West Yorkshire (GB)
- 2008: Cynthia Reeves Gallery, New York
- 2008: Genius Loci. Insel Palmaria/Porto Venere (IT)
- 2008: Grosse Volumen. Seeanlage Meilen/Zürich (CH)[5]
- 2006: XII Internationale Skulpturenbiennale, Carrara (IT)
- 2006: Stiftung SkulptUrschweiz, Ennetbürgen/Luzern (CH)
- 2005: Künstlerhaus am Lenbachplatz, München

## Skulpturen im öffentlichen Raum und in Sammlungen (Auswahl)
- 2021: Jacobs Collection, Zürich (ZH)
- 2015–18: Coral Forest/Secrets of the Sea. Giralda Avenue, Coral Gables/Miami (US)[6]
- 2014–16: Rising Stars. ONE PARK Taipei XinYi Residency Towers, Taipeh, Taiwan
- 2016: Imago Mundi, Luciano Benetton Collection, Venedig (IT)
- 2014: Aman Resorts, Amanzoe's, Porto Heli, Griechenland
- 2013: Village Residency, Taipeh, Taiwan
- 2012: DeVaulx Collection, North Salem, New York (US)
- 2011: Spuren der Zeit – Zeitspuren. AZ Platten, Meilen/Zürich (CH)[7]
- 2011: Islands of Stories. Nanshing High School of Chiayi, Taiwan[8]
- 2010: Christel DeHaan Collection, Indianapolis, Indiana (US)
- 2009: Dartmouth-Hitchcock Medical Center, Libanon (US)
- 2009: Kunstsammlung Kanton Zürich (ZH)
- 2008: Gioco d'Acque II. Seeanlage Meilen/Zürich (CH)
- 2006: Smiling Stars. Daegu Bank Headquarters, Daegu, Südkorea
- 2005: Casoria Contemporary Art Museum, Provinz Neapel (IT)
- 2005: Mulinelli. Stadtzentrum Lenzburg (CH)
- 2005: Stadtzentrum Wilhelmshaven (DE)
- 2002: Skulpturenmuseum, Teulada, Sardinien (IT)
- 2002: Parco R. Ciulli, Monticiano, Siena (IT)
- 1998: Lungomare, Piazza Paradiso, Marina di Carrara (IT)